# Dolichostylodon
Dolichostylodon — вимерлий вид ссавців, що належить до ряду Notoungulata. Він жив у середньому еоцені, а його скам'янілі останки були виявлені в Південній Америці.

## Опис
Приблизно розміром з бабака ця тварина була досить схожа на інших базальних нотунгулятів, таких як Oldfieldthomasia, Ultrapithecus, Colbertia, від яких вона в основному відрізнялася характеристиками своїх зубів. Молочні премоляри мали більш трикутну форму, ніж у Ultrapithecus, параконус був більш помітним, а молочний третій нижній премоляр мав добре розвинений металоф. Верхні моляри мали дуже помітний парастиль і метастиль. Стовпчик метаконусу був ширшим, ніж у Colbertia, і мезіолабіальна ямка була відсутня, тоді як дистолабіальна ямочка була широкою й неглибокою.